# 睍壽院
睍壽院（けんじゅいん）は愛媛県四国中央市に所在する真言宗御室派の寺院である。本尊は不動明王坐像。四国三十六不動霊場第二十五札所である。
童子名：僧守護童子、真言：きりく　さんばん　たらく 
御詠歌：訪ぬれば　松風の音静かなり　不動明王　おわします寺

## 概要
行基菩薩開創にして、行基が当地を行脚の砌一宇の草庵を結び陶磁器の製法を広め民衆を修繕教化した旧跡と伝えられる。戦国の世、戦乱にて堂宇を焼失するも再興する。その後、享和二年、京都大覚寺の直末となり、天保十二年「大覚寺塔中、常住金剛院の室永兼帯睍壽院」と公認され「院家」を公称して一世を風靡するほど栄え現在に至る。
毎年、1月28日午前11時より、初不動で大般若会があり、同時に本尊・不動明王坐像の開帳があり、不動明王の記念散華をもらえ、うどんの接待と餅まきがある。また通年、納経をしたとき、おまもり散華を一枚いただける。これは、6種類（不動・毘沙門天・地蔵・観音・薬師・大師）の可愛いイラストが描かれたもので、２か月ごとに変更される。

## 境内

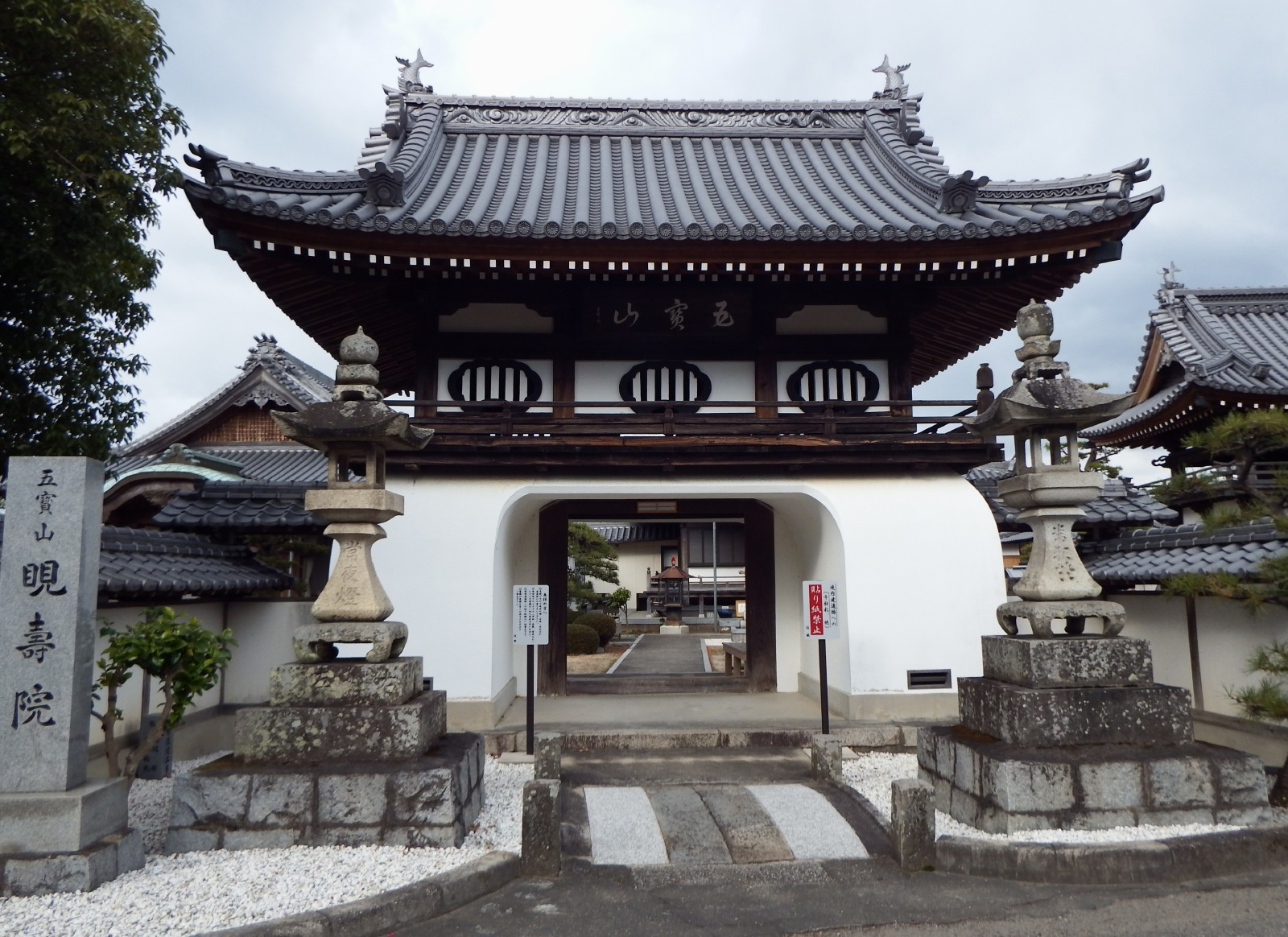
山門

- 山門：楼門
- 本堂
- 鐘楼堂：腰袴形式
- 春日堂
- 宿坊：なし
- 駐車場：約30台

## 前後の札所
四国三十六不動尊霊場
24番 隆徳寺 --（14km)-- 25番 睍壽院 --(30km)-- 26番 仙龍寺